# 昭寧
昭寧（しょうねい）は、後漢の少帝劉弁の治世に行われた元号。189年。

## 出来事
8月辛未に、宦官の張譲・段珪らに連れ去られていた少帝が皇宮に戻ったのを機に光熹を昭寧と改めた。
しかし、董卓により少帝は廃され、9月甲戌に献帝が即位して元号を永漢と改めたので、3日しか使われなかった。
献帝の永漢元年（189年）12月に「詔除光熹、昭寧、永漢三号」との詔勅が出され、昭寧元号は廃されている。

## 西暦・干支との対照表
| 昭寧 | 元年  |
| 西暦 | 189年 |
| 干支 | 己巳  |